# Giambattista Vico
Giovanni Battista („Giambattista“) Vico (Nápoly, 1668. június 23. – Nápoly, 1744. január 23.) olasz történész és jogtudós volt, aki elsősorban civilizációk fel- és letűnésével foglalkozott.
Bírálta a modern racionalizmus terjeszkedését és fejlődését, a karteziánus elemzést. A klasszikus ókor és a reneszánsz bölcsészettudomány apologétája volt. A történelem egyik első ellenfelvilágosodási alakjaként ismerik.
A történetfilozófia megalapítójának is tekinthető.

## Élete
Nápolyban született, apja könyvkereskedő volt. Széles körű műveltségét jórészt autodidakta módon szerezte meg gyermekkorában. 19 évesen Salernóban kezdett jogi tanulmányokat. 1699-től Nápolyban kezdett el retorikát tanítani az egyetemen, 1734-től pedig a királyság hivatalos történetírója volt. Fő műve: Principia di una scienza nuova d'intorno alla commune natura delle nazioni ("Új tudomány", Nápoly, 1725; az 1744. évi kiadás címe: Principi di scienza nuova d'intorno alla comune natura delle nazioni). Vico a jog- és történetfilozófia terén korszakot alkotott, és egyszersmind a néplélektan eszméinek első hirdetője volt.

## Munkássága
Felfogása szerint Isten teremtette a természetet, ezért a természeti jelenségek végső okait egyedül Isten ismerheti. Ezzel szemben az emberi történelem emberi produktum, és ennek mozgását az emberi magatartások adják. Véleménye szerint a történelem nemzetek és korszakok ciklikus változása, melyet az isteni gondviselés irányít. A történelem az isteni gondviselés megléte ellenére is megismerhető: Isten a hosszú távú tervei megvalósításához használja ugyan az embereket, de az emberek önző céljai, az isteni örök tervhez képest rövid távra ható cselekedetei kiismerhetők.
Vico az emberi civilizációk belső fejlődését három korszakra osztja:
1. Istenek kora: ezt teokratikus állam, isteni eredetűnek tartott uralkodók és törvények, mitikus tudat, költői, szent metaforikus 
nyelvhasználat jellemezte.
2. Hérószok kora: arisztokratikus államok, erőn és hatalmon alapuló törvények és heroikus nyelvezet volt elterjedve.
3. Emberek korszaka: demokratikus államberendezkedés (monarchia vagy köztársaság), észszerűségen alapuló törvények, és logikus prózai nyelvhasználat jellemzi.
Az emberiség története egyszerre haladás és hanyatlás. Haladás, mivel a rendezetlenség állapotából a rend állapotába halad. Hanyatlás, mivel a civilizációk változása ciklikus: amikor az egyik elér a tetőpontra, ott hanyatlani kezd. A felemelkedésnek (corso) és a barbárságba való visszatérésnek (ricorso) egy ciklusa már végbement a római civilizációval. Ezt követően azonban a ciklus, azaz a három korszak újrakezdődik.
A civilizációk hanyatlásának elve nagy hatást gyakorolt Toynbee-ra és Spenglerre. Az Új tudomány harmadik, Homérosszal foglalkozó része mérföldkő a Homérosz-kérdés kutatásában.

## Magyarul
- Az új tudomány; ford. Dienes Gedeon, Szemere Samu, bev. Rozsnyai Ervin; Akadémiai, Bp., 1953 (Filozófiai írók tára)